# If God Will Send His Angels
"If God Will Send His Angels" é o quinto single da banda de rock irlandesa U2, do álbum de 1997, Pop, sendo lançada como single em 8 de dezembro de 1997. A canção faz parte da trilha sonora do filme City of Angels, de 1998.

## B-sides
O single "If God Will Send His Angels" tem o seguintes b-sides:

### "Slow Dancing"
"Slow Dancing" é uma canção country escrita por Bono e Willie Nelson em 1989. Seu primeiro lançamento foi em 1993, no single "Stay (Faraway, So Close!)", e realizado unicamente por Bono e The Edge. Em 1997, o U2 teve oportunidade de gravá-la com Nelson. Esta versão traz a banda inteira, além dos vocais de Nelson e a gaita de Mickey Raphael. Bono e Brian Eno também estão no backing vocal (vocal de apoio).

### "Two Shots of Happy, One Shot of Sad"
Esta canção foi escrita por Bono e Frank Sinatra em 1992. A música tem estilo de jazz, ao gênero de Sinatra. Esta performance foi gravado ao vivo em Londres por Bono e The Edge no estúdio para o aniversário de 80 anos de Sinatra. Foi tocado para Sinatra nos Estados Unidos em uma homenagem de aniversário na tv em 19 de novembro de 1995 e foi provavelmente gravado alguns dias antes. Possui arranjos de cordas pelo compositor Craig Armstrong.
Apesar de Frank Sinatra nunca ter tido a chance dele mesmo gravar, sua filha, Nancy Sinatra, possui uma versão da canção no seu álbum de 2004, Nancy Sinatra. Os membros da banda, Adam Clayton e Larry Mullen Jr., baixo e bateria respectivamente, tocaram na canção (que curiosamente, não aparece na gravação original). Sinatra muda o pronome na letra de uma pessoa para uma perspectiva de terceira pessoa, provavelmente para se referir ao seu pai.

### "Sunday Bloody Sunday (Live from Sarajevo)"
O desempenho de "Sunday Bloody Sunday" foi gravado ao vivo da banda durante sua turnê Popmart em Sarajevo, na Bósnia e Herzegovina, em 23 de setembro de 1997. Pelo fato de Bono ter perdido a voz no início do show, o guitarrista The Edge cantou a canção, acompanhado apenas de seu violão. A performance da canção foi calma e pensativa, o que é um grande contraste em relação à canção original no álbum War.
Esta foi a primeira vez que a canção foi tocada desta maneira, substituindo por esta maneira de apresentação da canção no set (com exceção da amostra imediata dos shows em Salónica, na Grécia; e Tel Aviv, em Israel, consistindo até o fim da turnê Popmart Tour).

### "Mofo (Romin Mix)"
Esta versão de "Morfo" foi remixada por Johnny Moy.

## Versão alternativa
Existem 3 versões desta canção:
- A versão do álbum, que aparece em Pop. É a original e a mais longa da canção.
- A versão single, que aparece no single, trilha sonora de City of Angels e o vídeo da canção. Seus refrões são dispostos em ordem inversa (movendo o clímax mais próximo no final da canção), e tem um fim diferente (com letras reais substituindo o scat do original), encurtando a faixa por cerca de um minuto.
- Versão de Big Yam Mix (também conhecido como o Grand Jury Mix), um remix da música que aparece no single de "Mofo", bem como o disco de b-sides do The Best of 1990-2000.

## Vídeo
A canção foi promovida com um videoclipe dirigido por Phil Joanou. O vídeo se passa em um restaurante. A tela é dividida horizontalmente, mostrando Bono na metade superior, e a pessoa sentada à sua frente na metade inferior. A luz forte ilumina o rosto de cada pessoa (em contraste com o fundo). Como Bono canta a música, inúmeras pessoas diferentes e sentam em sua mesa, conversam um pouco e logo após, os deixa (incluindo os três outros membros da banda em um certo ponto).
O vídeo foi filmado em uma velocidade mais lenta e acelerada, assim, Bono teve que aprender a canção lentamente, a fim de sincronizar com a música. As outras pessoas no vídeo falavam e mudavam-se em velocidade regular, para que eles aparecessem acelerados no vídeo.
O vídeo aparece no DVD The Best of 1990-2000, juntamente com o comentário do diretor.
Um corte suplente do vídeo, em que cenas do filme City of Angels, também foi liberada.

## Performance ao vivo
"If God Will Send His Angels" foi realizada exclusivamente durante a turnê Popmart Tour em 23 dos 35 shows da primeira etapa da turnê. Ele estreou no primeiro show da turnê em 25 de abril de 1997, em Las Vegas, seguido da canção "Until the End of the World". Esta foi a única vez que a banda tocou a música por completo.. Todos os 22 concertos subsequentes foram disputadas apenas por Bono e The Edge, embora "Until the End of the World" ter mantido-se de fora. Sua última atuação foi em 27 de junho de 1997, em Chicago, sendo substituído pela canção "New Year's Day" na noite seguinte.

## Lista de faixas
Todas as faixas executadas por U2, com exceção de "Slow Dancing", de U2 com Willie Nelson, e "Sunday Bloody Sunday", de The Edge.
| CD (572 189-2) |                                                |                |                |                               |         |  |
| N.º            | Título                                         | Letras         | Música         | Produzido por:                | Duração |  |
| 1.             | "If God Will Send His Angels" (Single version) | Bono, The Edge | U2             | Flood, Howie B, Steve Osborne | 4:32    |  |
| 2.             | "Slow Dancing" (with Willie Nelson)            | Bono, The Edge | U2             | Flood                         | 4:00    |  |
| 3.             | "Two Shots of Happy, One Shot of Sad"          | Bono           | Bono, The Edge | Nellee Hooper                 | 4:12    |  |
| 4.             | "Sunday Bloody Sunday" (Live from Sarajevo)    | U2             | U2             | Chris Lycett                  | 3:50    |  |

| Cassette (572 188-4) / CD (572 190-2) |                                                |                |        |                               |         |  |
| N.º                                   | Título                                         | Letras         | Música | Produzido por:                | Duração |  |
| 1.                                    | "If God Will Send His Angels" (Single version) | Bono, The Edge | U2     | Flood, Howie B, Steve Osborne | 4:32    |  |
| 2.                                    | "Mofo" (Romin remix)                           | Bono, The Edge | U2     | Flood, Johnny Moy             | 5:50    |  |

## Paradas e posições
| Paradas (1997) | Melhor posição |
| -------------- | -------------- |
| Irlanda        | 11             |
| Holanda        | 24             |
| Suécia         | 56             |
| Nova Zelândia  | 35             |
| Finlândia      | 6              |
| Reino Unido    | 14             |